# Bouzaréah
Bouzaréah è un comune dell'Algeria, situato nella provincia di Algeri.

## Cultura
Istruzione
Nel paese è presente la scuola internazionale El Kalimat School.